# Charles Schlee
Charles Wilhelm Daniel Schlee (Copenhaguen, Dinamarca, 21 de juliol de 1873 – Cambridge, Estats Units, 5 de gener de 1947) va ser un ciclista estatunidenc que va córrer entre 1902 i 1911.
El seu principal èxit esportiu l'aconseguí als Jocs Olímpics de Saint Louis de 1904 en què guanyà la medalla d'or a la prova de 5 milles, per davant del seu compatriota George E. Wiley. En aquests mateixos Jocs disputà cinc proves més del programa de ciclisme.